# Непристрасност
Непристрасност је својство доносиоца одлуке, које карактерише његово непосвећеност једној од могућих опција или некој од страна заинтересованих за одлуку.
Непристрасност је често услов у политичким или судским стварима и сматра се врлином. За јавно наступање важно је да својим речима покажете своју непристрасност како не бисте изазвали неповерење или неслагање међу вашим слушаоцима. На пример, када се пријављујете за лидерство у групи, требало би да изразите своје мишљење након што саслушате све стране и развијете коначно мишљење на основу њих.
Непристрасност је једна од карактеристика рационалне бирократије у теорији Макса Вебера, будући да у овом случају бирократа делује искључиво у оквирима дефинисаним стандардима и не следи сопствене пристрасности.
Непристрасност суда симболизује повез на очима Темиде, богиње правде.

## Правни концепт
Закон Европске уније у Повељи о основним правима Европске уније упућује на:
- Право на добру администрацију:
- Право да институције, органи, канцеларије и агенције Уније своје послове решавају непристрасно, правично иу разумном року (члан 41.)
- Право на ефикасан правни лек и правично суђење:
- Свако има право на правичну и јавну расправу у разумном року од стране независног и непристрасног суда претходно установљеног законом (члан 47)[5].

## Будизам
Непристрасност је један од седам фактора који доприносе духовном просветљењу у будизму. 

## Хришћанство
Хришћанска доктрина одражава веровање да Божја природа превазилази људске предрасуде и преференције. Ова перспектива је изведена из различитих одломака у хришћанској Библији који наглашавају Божју непристрасност и залажу се за праксу да се према свим појединцима поступа једнако и без дискриминације.
Тврдња да „нема пристрасности са Богом“ се понавља у целој Библији. Ова идеја је утемељена у Посланици Римљанима 2:11, где се наглашава да на Божији суд не утичу спољашњи фактори као што је националност. Божја правда је укорењена у непоколебљивој правичности, лишеној фаворизовања.
Посланица Колошанима додатно оснажује појам непристрасности, наводећи да ће они који почине зла дела одговарати за своја дела без икакве пристрасности на основу њихове личности. У Колошанима 3:25 се тврди да „нема поштовања према личностима“, што имплицира да се Божји суд заснива искључиво на нечијим делима, а не на њиховим друштвеним или индивидуалним особинама.
Јаковљева посланица, посебно, нуди дирљиву илустрацију концепта непристрасности у друштвеном контексту. Јаков 2:1–9 опомиње вернике да не показују фаворизовање на основу изгледа или социоекономског статуса. Она доводи у питање праксу да се богати третирају повољније од сиромашних, наглашавајући несклад између таквог понашања и Христовог учења. Јаков тврди да је права вера неспојива са дискриминацијом и пристрасношћу, јер је у супротности са суштином хришћанства, које све појединце цени као једнаке примаоце Божје милости.
У контексту мудрости и врлинског живота, Јаковљева посланица такође наглашава важност непристрасности. Јаковљева 3:17 описује мудрост која долази са неба као „пре свега чисту; затим мирољубиву, обзирну, покорну, пуну милости и добрих плодова, непристрасну и искрену“. Овај стих наглашава божанске атрибуте непристрасности и искрености као суштинске компоненте небеске мудрости, додатно наглашавајући њихов значај унутар хришћанског етоса.

## Хиндуизам
„Истина, о Бхарата, онаква каква постоји у целом свету, има тринаест врста. Облици које Истина претпоставља су непристрасност, самоконтрола, опрост, скромност, издржљивост, доброта, одрицање, контемплација, достојанство, храброст, саосећање и уздржавање од повреда“. – Истина, Махабхарата, Санти Парва, одељак CLXII.

## Ислам
„О ви који сте поверовали, будите упорни у правди, сведоци Божији, па макар то било и против вас самих или против родитеља и родбине. Био ко богат или сиромашан, Бог је достојнији и једног и другог. Зато не следите [личне] склоности , да не бисте били праведни и ако искривите [ваше сведочанство] или одбијете [да га дате], онда је Бог заиста упознат са оним што радите. -Куран 4:135
„О ви који сте поверовали, чврсто стојите за Бога, сведоци правде, и не дозволите да вас мржња народа спречи да будете праведни. Будите праведни, то је ближе праведности. И бојте се Бога, Бог је заиста Упознат са оним што радите." — Куран 5:8

## Јудаизам
„Не чините неправду на суду. Не буди пристрасан према сиромасима нити се повинуј великима, него у правди суди свом ближњему.“ — Левитска 19:15.
"Нећете бити пристрасни у расуђивању. Чућете и мале и велике." – Поновљени закони 1:17 
„Ове ствари такође припадају мудрима. Није добро поштовати особе у расуђивању.“  Приче Соломонове 24:23